# Villaverde Alto, Casco Histórico de Villaverde
Villaverde Alto, Casco Histórico de Villaverde (anteriormente San Andrés) es un barrio de la ciudad de Madrid, ubicado en el distrito de Villaverde. El barrio es el casco histórico del antiguo municipio de Villaverde, que da nombre al distrito. 
Está encuadrado junto con las barriadas de Plata y Castañar, la Colonia Marconi y el polígono industrial de Villaverde. Está situado a unos 9 kilómetros de la Puerta del Sol de Madrid, a 596 metros de altitud.

## Denominación
Desde 1954 pasó a llamarse Villaverde Alto al integrarse en Madrid, en contraposición al nuevo barrio situado  al otro lado de la antigua carretera de Andalucía junto a los talleres de ferrocarril, que se denominó Villaverde Bajo. En una organización de distritos y barrios de Madrid, pasó a llamarse barrio de San Andrés, nombre por el que todavía es conocido. Aprobada inicialmente por la Junta municipal de distrito de Villaverde en diciembre de 2015, en octubre de 2017 el pleno del Ayuntamiento de Madrid dio el visto bueno al cambio de denominación del barrio de «San Andrés» a «Villaverde Alto, Casco Histórico de Villaverde».

## Características

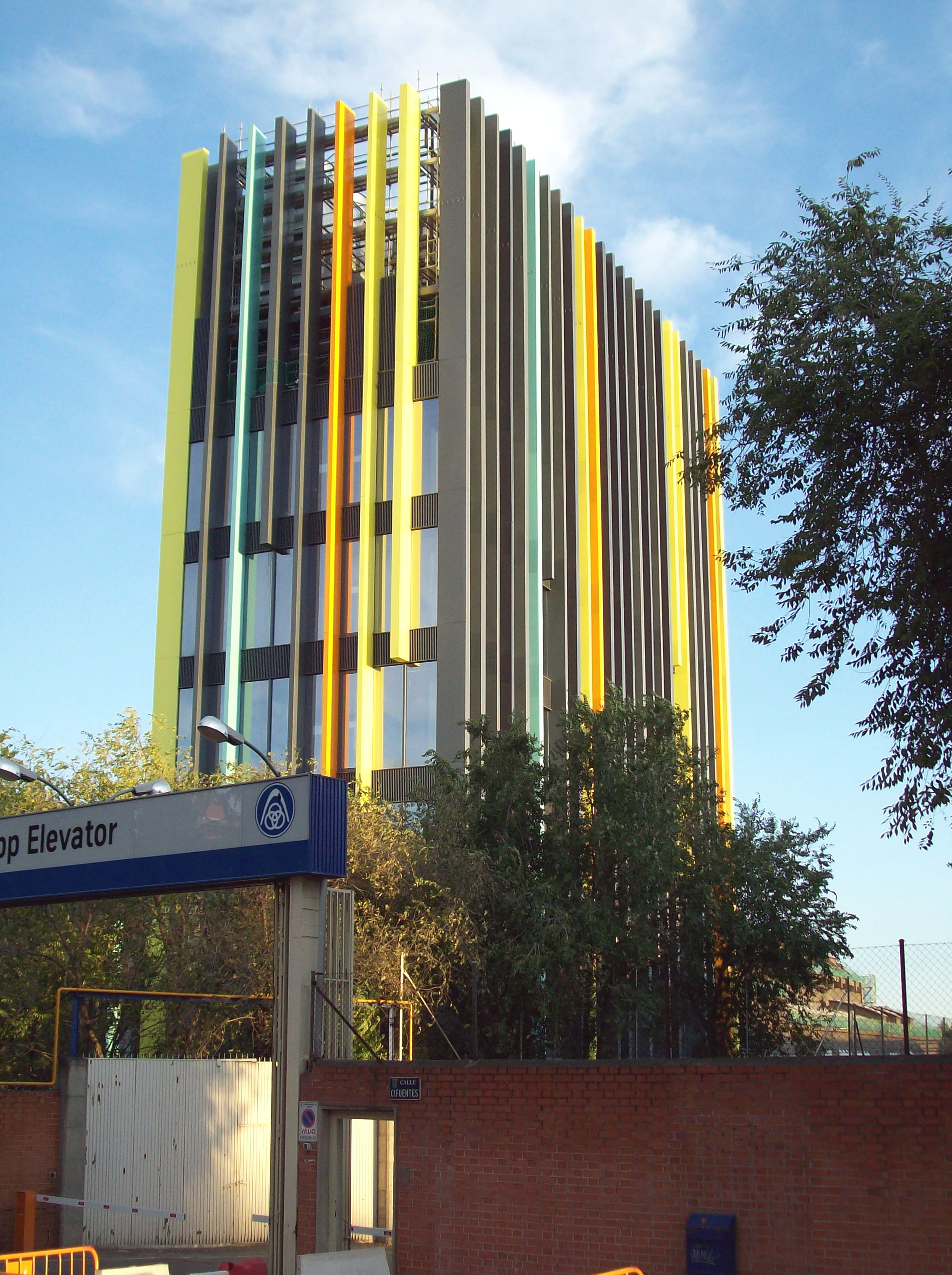
La Catedral de las Nuevas Tecnologías.

El casco histórico de Villaverde está formado por las calles Antimonio, Oxígeno, avenida Real de Pinto, Albino Hernández Lázaro y la plaza Mayor de Villaverde. Este núcleo dio origen al pueblo de Villaverde en la antigüedad. 
Este barrio fue el casco urbano del municipio de Villaverde hasta que, en 1954, este pasó a formar parte de la ciudad de Madrid. En el año 1970 contaba con una población aproximada de 10 000 habitantes. Actualmente cuenta con 40.371 habitantes.
Villaverde Alto es el centro administrativo del distrito municipal de Villaverde: en él se ubica la Junta de Villaverde, la delegación de la Tesorería General de la Seguridad Social, la delegación el Instituto Nacional de la Seguridad Social, la Oficina de Empleo del gobierno regional, la Unidad Integrada de Policía Municipal, la biblioteca María Moliner, la Oficina de Empleo del Servicio Público de Empleo Estatal, (SEPE, antes INEM) el parque de bomberos, etc.
En abril de 2007 se inauguró la ampliación de la línea 3 de Metro de Madrid, obra de gran envergadura, dada la mayor longitud de los andenes con cabida para 6 coches, que supuso la remodelación al completo de la citada línea 3 para dicha longitud, que comunica el barrio con el centro de la ciudad, y que unirá Villaverde Alto con la estación de El Casar, permitiendo la conexión con la línea 12 de Metro de Madrid y con Renfe, que hasta ese momento sólo podía tener acceso al resto de la red a través de Alcorcón.
La calle Alcocer, es una de las 2 salidas (directas) de Villaverde Alto, hacia el centro de la capital. La otra es la Gran Vía de Villaverde, apenas de 2004, avenida de 2 carriles por dirección a 4 metros de altura sobre el nivel del suelo construida para ocultar las vías del tren que pasan por debajo. Esta avenida que comunica la avenida Real de Pinto y Getafe con la A 4. El 